# Sogni proibiti di una fanciulla in fiore
Sogni proibiti di una fanciulla in fiore è un'opera teatrale di Luigi Lunari del 1987 tradotta in francese, tedesco, inglese ed estone.

## Trama
Moderna rivisitazione del mito della Bella e la Bestia, è la storia di una fanciulla che nella lettura della favola proietta i propri sogni sentimentali ed erotici e vive con accesa fantasia l'incontro con un mostro orribile ma al tempo stesso ben più affascinante del pallido tenentino del quale è da sempre promessa sposa. La storia è ambientata emblematicamente nell'Inghilterra vittoriana del 1901, anno visto come l'inizio di un secolo di straordinarie innovazioni. Il dilemma tra il mostro e il tenentino, che provoca nella fanciulla una serie di nevrosi degne dell'età di Freud, si risolve quando essa riuscirà a conciliare nella vita pratica e nel proprio matrimonio la sicurezza che le offre il tenentino e il fascino che su di lei esercita il mostro.

## Prima rappresentazione all'estero
- Rakvere (Estonia), 2001 (con il titolo "Kaunitar ja koletis") traduzione di Eva Kolli. Regia di Tiit Palu.

## Produzione
I sette attori sono chiamati ad interpretare  più personaggi, secondo le seguenti concordanze:
- Bella Anderson sarà anche: La Bella, La Piccola Licia, La Piccola Carlotta, La bella Miss degli inglesi;
- Il tenente Fairchild sarà anche: La Bestia, Il promesso sposo, L'imperatore Nerone, L'incorruttibile Robespierre, Il sultano Shahriyàr;
- Sir Anthony Anderson sarà anche: Il padre, Il vecchio licio, Il vecchio conte di Corday, Il vecchio generale inglese;
- Il dottor Turner sarà anche: Primo marito, Petronio, Danton, L'arabo;
- Padre Chesterton sarà anche: Secondo marito, Paolo, Il cavaliere Des Grieux, Il capitano inglese;
- Elizabeth sarà anche: Prima sorella, Schiava, Sanculotta, Donna dell'harem;
- Pamela sarà anche: Seconda sorella, Schiava, Sanculotta, Donna dell'harem.

## Edizioni
Pubblicata nella rivista "Hystrio", diretta da Ugo Ronfani, con il titolo "La Bella e la Bestia", Milano  1988.

## Accoglienza della stampa e della critica
(Carlo Maria Pensa, Oggi, Milano 1988)
(Guido Davico Bonino, La Stampa, Torino, 1988)
(Renato Tomasino, Giornale di Sicilia, 1988)
(Renato Palazzi, Il Corriere della Sera, Milano 1988)